# Давидова вежа
Дави́дова ве́жа (івр. מגדל דוד‏, Migdál Davíd; араб. برج داود‎, Burj Dāwūd) — стародавня фортеця в Ізраїлі / Палестині, на західному краю Старого міста Єрусалима. Розташована поблизу Яффських воріт. Збудована у ІІ ст. до н.е. для оборони міста. Назва запозичена із Книги Пісень (4:4) і була надана візантійськими християнами, які вважали, що тут перебував палац юдейського царя Давида. Декілька разів руйнувалася і перебудовувалася різними володарями Єрусалима — юдеями, візантійцями, арабами, хрестоносцями. Сучасний вигляд пам'ятки — результат робіт в часи Мамлюцького султанату і Османської імперії. На території фортеці знайдено багато античних артефактів. Тут проводять різноманітні громадсько-суспільні заходи, вистави, концерти тощо. З 1989 р. при фортеці працює музей історії Єрусалима. Інша назва — Єрусали́мська цитаде́ль, Дави́дова ба́шта.